# لورنتسا گوئریه‌ری
لورنتسا گوئِریه‌ری (ایتالیایی: Lorenza Guerrieri؛ زادهٔ ۱۸ آوریل ۱۹۴۴) بازیگر اهل ایتالیا است.
از فیلم‌ها یا برنامه‌های تلویزیونی که وی در آن نقش داشته‌است، می‌توان به فرانکشتاین به سبک ایتالیایی – مرا بگیر، شکنجه‌ام کن، چون دچار عشق سوزانم!، انقلاب جنسی، ۱۶ ساله‌ها، پیردختر، یک زندگی خشن و میشل استروگف اشاره کرد.